# Crypturellus variegatus
El tinamú abigarrado (Crypturellus variegatus) es una  especie de ave de la familia de los tinamús (Tinamidae). Se distribuye por la cuenca amazónica: Colombia, Venezuela, Ecuador, Perú, Bolivia, Guyana, Guayana Francesa, Surinam y Brasil. No tiene descritas subespecies.
Mide entre 25,5 y 26,5 cm. Su plumaje presenta un patrón que le hace fácil de diferenciar de otros tinamúes. Por arriba es de un color oscuro, con un barrado marrón-canela bastante notable; mientras que, en contraste, su pecho y su cuello (exceptuando su garganta que es blanca) son de un marrón anaranjado vivo, que va haciéndose más claro en el vientre. Su cabeza es negruzca. Sus patas son de un color apagado verde oliváceo grisáceo; sus ojos marrones; y su pico negro, con la base blanquecina amarillenta. Su hermoso canto se escacha en la madrugada y el atardecer. 